# André de Thevet

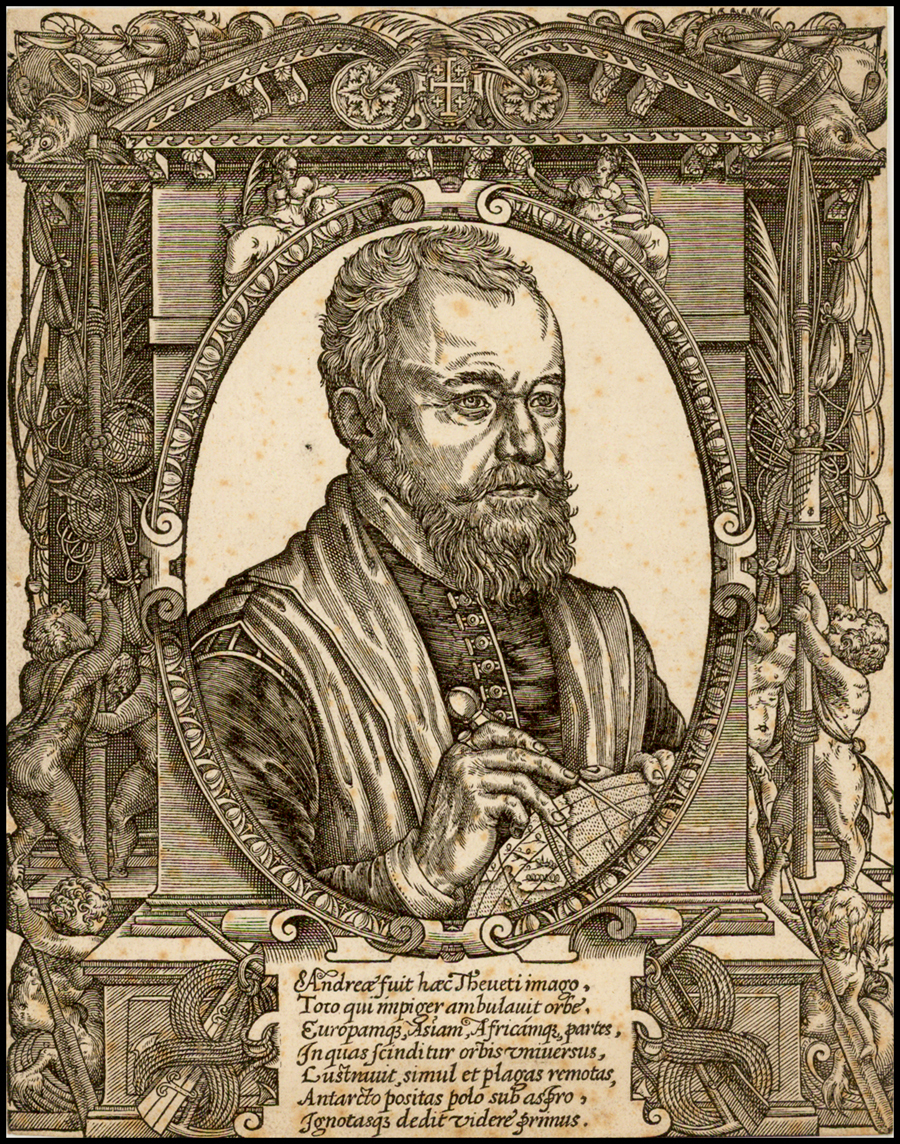
André de Thevet

André de Thevet (Angoulême, 1516 – Parijs, 23 november 1590) was een Franse geograaf, priester, ontdekker en schrijver die naar Brazilië gereisd heeft in de 16e eeuw.
André de Thevet heeft de oudste afbeeldingen gemaakt over het gebruik van tabak. Tabak zou toen als een kruid voor magische doeleinden gebruikt worden.